# Соболь, Екатерина Николаевна
Екатери́на Со́боль (настоящее имя — Екатери́на Никола́евна Мерзляко́ва, род. 23 июня 1988 года, Москва) — российская писательница и преподаватель английского и итальянского, беллетрист, работает в жанре молодёжной литературы.

## Биография
Родилась и живёт в Москве. Окончила с отличием французский факультет Московского государственного лингвистического университета в 2009 году, по специальности «лингвист и преподаватель французского и немецкого языков». Теперь преподает также английский и итальянский языки. В 2010—2012 гг. работала в журнале «Вокруг света» ассистентом редакции, автором. Сотрудничала в качестве внутреннего рецензента с издательством «Иностранка» и «КоЛибри» (в дальнейшем Азбука-Аттикус). Работала старшим преподавателем в Московском институте лингвистики.  В настоящее время преподает писательское мастерство в своей писательской онлайн-школе 
, а также в писательской школе издательства «Росмэн» 

## Творческая деятельность
- В 2012 году Екатерина вошла в лонг-лист премии «Дебют» с циклом «Рождественские истории»[7]
- В том же году по сценарию Екатерины Мерзляковой (в соавторстве) был снят фильм «Васильки для Василисы» («Амедиа» при участии «IKa film»)[8][9]
- В 2014 году вошла в шорт-лист конкурса «Новая детская книга» в номинации «Волшебный фонарь» на лучший синопсис для мультфильма[10]
- В том же году сказка Е.Мерзляковой «Ленивый полдень» вошла в сборник «Новые сказки. Том 1» (Издатель: Издательство «Союз писателей», паспорт книги: № С70-978-НС1-535, присвоен 13.03.2014)[11]
- В 2015 году рукопись, впоследствии изданная под названием «Дар огня» в серии «Дарители», заняла на конкурсе «Новая детская книга» первое место в номинации «Мир фэнтези», а также завоевала специальную награду «Выбор Terra Incognita» — подросткового клуба читателей фэнтези[12]
- В 2016 году рукопись «Вне зоны доступа», впоследствии изданная под названием «Мудрец_05», вошла в лонг-лист литературного конкурса им. Сергея Михалкова на лучшее произведение для подростков[13]
- В 2016 году роман «Дар огня» вошёл в шорт-лист Международной детской литературной премии имени В. П. Крапивина[14]
- В 2017 году роман «Дар огня» вошёл в номинационный список премии «Интерпресскон» (номинация «Дебютные книги»)[15]
- Романы «Дар огня» и «Короли будущего» вошли в номинационный список премии «Алиса-2017» в рамках конвента «Роскон»[16]
- В 2017 году роман «Дар огня» стал победителем Национального образовательного проекта «Книга года — выбирают дети» за 2016 год в номинации «Лучшие художественные новые книги 2016 года по выбору экспертов 15-17 лет»[17]
- В 2017 году роман «Игра мудрецов» получил премию Ozon Online Awards сайта Ozon.ru в номинации «Детская литература»[18]
- В 2019 году роман "Сердце бури" победил в номинации "Детско-юношеская фантастика" в списке лучших книг 2018 по версии журнала "Мир фантастики" [19]
- По итогам 2022 года журнал «Мир фантастики» назвал роман «Танамор. Незримый враг» лучшей книгой 2022 года в категории «Детско-юношеская фантастика года»[20]

### Серия «Дарители»
- Дар огня
- Короли будущего
- Игра мудрецов
- Земля забытых
- Сердце бури

### Серия «Детектив on-line»
- Мудрец_05

### Серия «Анима»
- Золотой стриж
- Серебряный ястреб
- Медная чайка

### Серия «Танамор»
- Опасное наследство
- Призрачный сыщик
- Незримый враг

## Семья
- Мать — Вера Николаевна Быковская, в 1995—2014 гг. директор библиотеки МГЛУ[21].
- Брат — Быковский, Егор Владимирович, журналист, радиоведущий.